# Adam Kelly
Adam Kelly (* 6. April 1997 in Missouri, Vereinigte Staaten) ist ein estnischer Leichtathlet US-amerikanischer Herkunft, der sich auf den Hammerwurf spezialisiert hat und seit 2019 für Estland startberechtigt ist.

## Karriere
Erste internationale Erfahrungen sammelte Adam Kelly im Jahr 2015, als er bei den Panamerikanischen Juniorenmeisterschaften in Edmonton mit einer Weite von 69,11 m den fünften Platz belegte. Im Jahr darauf erreichte er bei den U20-Weltmeisterschaften in Bydgoszcz das Finale und erreichte dort mit 73,17 m mit dem 6-kg-Hammer den achten Platz. 2023 wurde er bei der 2. Liga der Team-Europameisterschaft im Rahmen der Europaspiele in Chorzów mit 73,08 m Dritter. Im Jahr darauf verpasste er dann bei den Europameisterschaften in Rom mit 73,92 m den Finaleinzug.
In den Jahren von 2020 bis 2023 wurde Kelly estnischer Meister im Hammerwurf.